# 盖布
蓋布（Geb；又称作塞布，Seb或凯布，Keb）是古埃及的大地之神与生育之神，舒与泰芙努特的儿子，九柱神之一。古埃及的这一信仰与世界的其他地区有所不同。在其他的神话中，大地之神往往表现为女神。盖布的形象为鹅头人身，身体呈绿色或黑色。蓋布关押着邪恶的人的灵魂，使他们无法进入天堂。因與自己的妹妹努特形影不離而導致世間生物沒有生存的空間，於是其父親空氣之神舒受到太陽神拉的命令，將兩位戀人分開，故埃及壁畫中常可看到，以四肢罩著大地形成天空的女神與平躺形成大地的蓋布被兩人的父親舒以跪姿分開，也因此在部分地區的神話中也視回音為蓋布呼喚分開愛妻的呼喚。蓋布與努特结婚生了歐西里斯、伊西斯、赛特和奈芙蒂斯。